# A dog's purpose

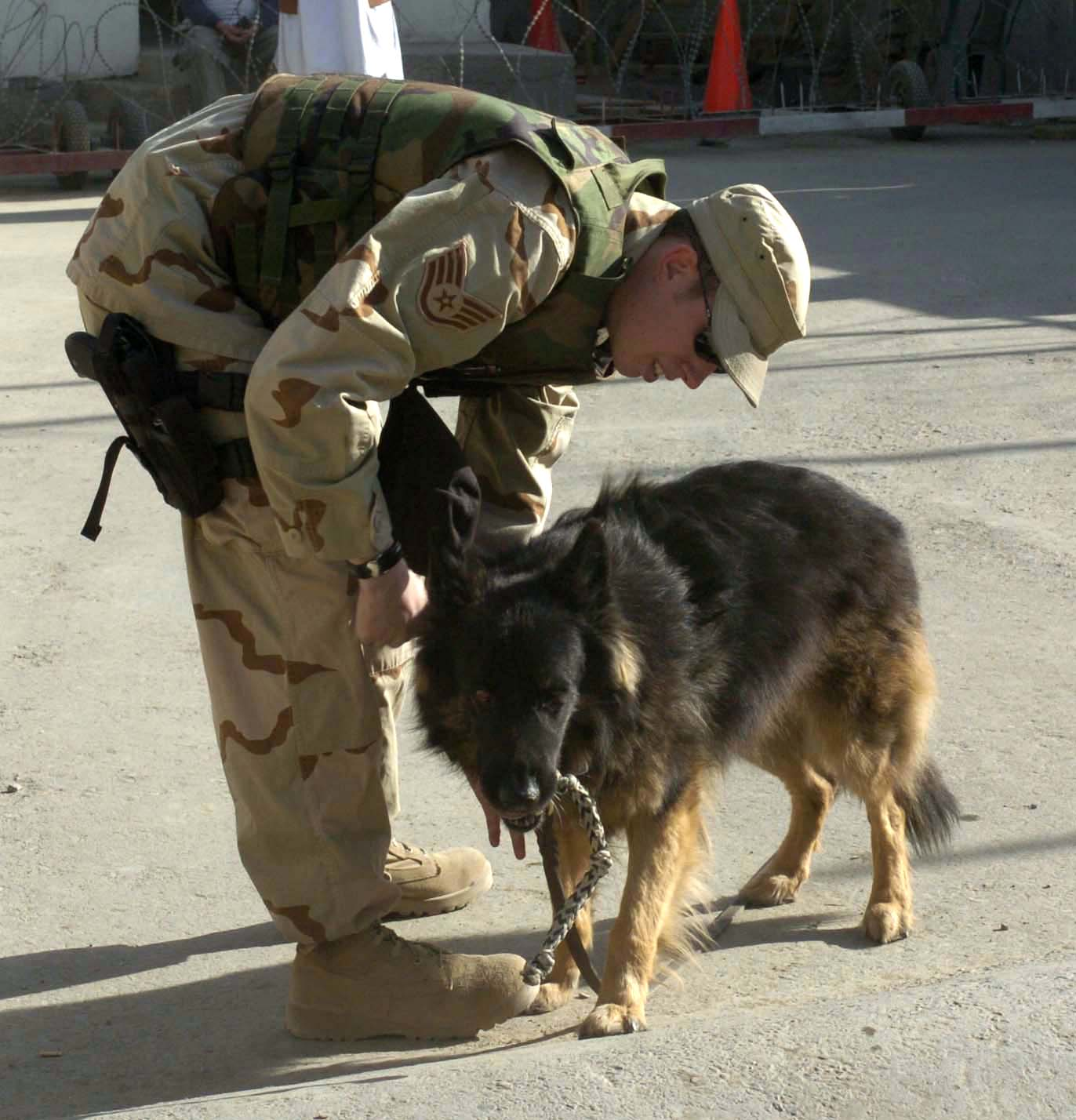

A dog's purpose là một cuốn tiểu thuyết năm 2010 được viết bởi nghệ sĩ hài Mỹ, W. Bruce Cameron, tác giả của  8 Simple Rules for Dating my Teenage Daughter và How to Remodel a Man. Cuốn sách ghi chép hành trình của một con chó qua nhiều cuộc sống, qua sự tái sinh và cách nó tìm kiếm mục đích của nó thông qua mỗi cuộc đời của bản thân.
Cuốn tiểu thuyết là một mặt hàng bán chạy nhất New York Times trong bốn mươi chín tuần, thu hút được nhiều lời khen ngợi từ các nguồn như Temple Grandin, nổi tiếng với những nghiên cứu về hành vi của gia súc, Kirkus Reviews, và Marty Becker, bác sĩ thú y trên một chương trình truyền hình sáng sớm, Good Morning America. Phần kế tiếp được phát hành vào tháng 5 năm 2012, mang tên Journey A Dog, tiếp tụcc theo dõi con chó đó sau những sự kiện của quyển sách trước. Quyền làm phim của cuốn sách đã được mua bởi hãng DreamWorks.

## Nội dung
Đầu tiên, người kể chuyện bắt đầu với một chú chó hoang nhỏ. Vài tuần sau, sau khi được mẹ của chúng cho bú, một con chó hung dữ, chú chó và anh chị của nó, Fast, Sister, và Hungry rời khỏi ổ để khám phá khu rừng xung quanh chúng. Ngay sau đó, những người đàn ông đến bắt chúng. Những con chó đến một nơi gọi là Yard, nơi hàng chục con chó bị bỏ rơi đang nằm dưới sự chăm sóc của một người phụ nữ già hiền lành mà người kể chuyện gọi Señora. Nhân vật chính, được gọi Toby bởi Señora, đang điều chỉnh lối sống mới của mình. Sau đó, hai người đàn ông xuất hiện trở lại với em gái của Toby.
Một ngày, nhiều con chó mới tại Yard bị đưa đến một tòa nhà (một văn phòng bác sĩ thú y). Toby nghe được một cuộc trò chuyện giữa một trong những người đàn ông làm việc cho Señora và bác sĩ thú y về số lượng chó đang sinh sống tại Yard. Bác sĩ thú y lo ngại rằng cô có thể phải thông báo cơ quan thực thi pháp luật đóng cửa Yard vì lo ngại về điều kiện sống nghèo nàn, nhưng nếu có một giải pháp cho vấn đề này, cô sẽ không phải gọi cơ quan thực thi pháp luật.
Một con chó mới đến, tên là Spike, nó rất hung dữ với những con chó khác. Không lâu sau đó, các đại lý kiểm soát động vật đến, với lệnh đóng cửa nơi này do điều kiện vệ sinh và phúc lợi kém. Nhiều con chó, bao gồm Toby chết sau đó.
Toby được đầu thai thành một Golden Retriever và đang được cho bú bởi một người mẹ mới. Một vài tuần sau khi sinh, khi Toby và các anh chị em mới đã đủ trưởng thành, nó và những người khác được phép chơi bên ngoài lồng. Toby trèo lên trên một cái bàn và cắn vào tay nắm cửa, mở thành công cánh cổng đến thế giới bên ngoài và khám phá thế giới thực.
Một tài xế xe tải nhặt Toby trên đường và gọi nó là "Fella". Người đàn ông lái xe đến một quán bar. Sau khi người đàn ông biến mất trong vài giờ, Toby bắt đầu bị kiệt sức do nhiệt độ trong buồng lái. Tuy nhiên, một người phụ nữ đột nhiên xuất hiện và phá vỡ cửa sổ xe. Cô đã hồi sinh Toby với nước từ một chai nước. Sau đó người phụ nữ nhấc Toby lên và mang nó đến xe của cô, nơi cô trở về nhà với con chó con. Người phụ nữ giới thiệu Toby, đổi tên Bailey, cho con trai mình, Ethan, người vui mừng và phấn khởi khi cuối cùng đã có một con chó con của riêng mình. Trong mùa hè, Bailey tận hưởng mình bằng cách chơi với Ethan hàng ngày. Suốt nhiều năm, Bailey sống một cuộc sống với Ethan đầy đủ hơn so với khi nó là Toby.
Ethan đến sống với ông bà tại trang trại của họ ở Michigan để anh có thể ở gần với bạn gái Hannah của mình và để kết thúc năm cuối ở trường trung học. Ngay sau khi chuyển đi, anh ta học đại học, và sức khỏe của Bailey bắt đầu suy giảm, nó thường có những giấc ngủ ngắn và đang yếu dần. Ngay sau đó, mẹ và ông bà của Ethan đưa nó đến bác sĩ thú y, nơi một lần nữa nó được "put down" (tiêm mũi nhân đạo - giúp động vật được chết nhẹ nhàng).
Bailey tỉnh dậy một lần nữa như một German shepherd. Bailey nhận ra rằng nó bây giờ là một cô gái, được chọn ra và đặt tên là Ellie bởi một sĩ quan cảnh sát, tên Jakob, và được đào tạo để trở thành một con chó tìm kiếm và cứu hộ. Sau khi Jakob bị thương, Ellie được chuyển giao cho một trong những đồng nghiệp của anh ấy, Maya. Ellie học cách làm việc với Maya, và, khi Maya kết hôn với bạn trai của mình, Albert, Ellie được dạy để mang chiếc nhẫn dọc theo lối đi như một phụ rễ. Cuối cùng, Ellie chết một lần nữa, chắc chắn rằng nó cuối cùng cũng đã hoàn thành mục đích của mình.
Điều vô cùng bất ngờ đối với nó, Bailey được sinh ra một lần nữa, lần này là một Labrador retriever nam. Wendi, chủ mới của nó, ngây ngất với con vật cưng mới của mình (con vật mà cô đặt tên Bear), nhưng không thể giữ nó vì một nguyên tắc không-vật nuôi ở tòa nhà chung cư cô đang ở. Thay vào đó, cô đưa nó cho mẹ mình, người đang hẹn hò với một người nghiện rượu. Bạn trai của mẹ, chán ngấy với những con chó sau khi nhận được một thông báo rằng ông cần phải cung cấp điều kiện sống tốt hơn, ông quyết định bỏ rơi nó trên một con đường quê. Bear nhận ra cảnnhh vật xung quanh nós đã từng xuất hiện trước đây, với Ethan. Sử dụng các kỹ năng đã được học khi là Ellie, Bear có thể lần theo mùi hương của một trong những loài động vật của trang trại để đến Farm, nơi Ethan sống. Ethan, bây giờ là một người đàn ông lớn tuổi, ông quyết định giữ Bear, đổi tên là Buddy, và kết hôn với Hannah. Một ngày nọ, trong khi Hannah ra ngoài làm việc vặt, Ethan bị một cơn co giật và bắt đầu tin rằng Buddy là Bailey. Vài giờ sau, ông qua đời, Bailey vẫn ở bên ông, cuối cùng lại được ở một mình cùng người chủ cũ một lần nữa.

## Đánh giá
Publishers Weekly gọi đây là "a tail-wagging three hanky boo-hooer" và "thú vị". The Long Beach Post ca ngợi khả năng đọc tâm hồn một con chó của Cameron. Đây cũng là một tác phẩm đề xuất người đọc trong Christian Science Monitor. Tuy nhiên The Washington Post phê bình rằng Cameron cho "exploiting dog's selflessness for his own mawkish ends".

## Phần tiếp theo
Cuốn sách đã được tiếp tục bởi một phần tiếp theo, A Dog's Journey. Library Journal gọi đó là một "multi-hanky read". Cuốn sách thứ ba trong loạt bài này, mặc dù không phải là một phần tiếp theo, The Dogs of Christmas, ngày 15 tháng 10 năm 2013.

## Những quyển sách cùng tác giả
- 8 Simple Rules for Dating My Teenage Daughter, Workman (2001)
- How to Remodel a Man, St. Martin's Press (2004)
- 8 Simple Rules for Marrying My Daughter, Touchstone (2008)
- A Dog's Purpose: một tiểu thuyết cho con người, Forge (2010)
- Emory's Gift, Forge (2011)
- A Dog's Journey: một tiểu thuyết khác cho con ngươi, Forge (2012)
- The Dogs of Christmas, Forge (2013)
- The Midnight Plan of the Repo Man, Forge (2014)
- A Dog's Purpose Boxed Set, Forge (2014)
- Ellie's Story: A Dog's Story, Forge (2015)
- The Dog Master, Forge (2015)